# Seth Griffith
Seth Eldon Griffith (* 4. Januar 1993 in Wallaceburg, Ontario) ist ein kanadischer Eishockeyspieler, der seit Oktober 2020 bei den Edmonton Oilers in der National Hockey League unter Vertrag steht und parallel für deren Farmteam, die Bakersfield Condors, in der American Hockey League auf der Position des Centers spielt.

## Karriere
Nachdem Griffith bis 2010 mit Erfolg in der Greater Ontario Junior Hockey League (GOJHL) gespielt hatte, schloss er sich zum Ende der Saison 2009/10 den London Knights aus der Ontario Hockey League an, die ihn bereits in der OHL Priority Selection im Jahr 2009 ausgewählt hatten. Der Stürmer absolvierte ein solides Rookiejahr mit 62 Scorerpunkten in der Spielzeit 2010/11 und konnte diese Ausbeute in der folgenden Saison auf 85 Punkte steigern, was ihm die Wahl ins Second All-Star Team der Liga bescherte. Zudem gewann er mit den Knights den J. Ross Robertson Cup. Diesen Erfolg wiederholte der Klub im nächsten Jahr, ebenso wurde Griffith dieses Mal ins First All-Star Team berufen. Des Weiteren sicherte er sich die Jim Mahon Memorial Trophy, da er mit 81 Punkten der punktbeste rechte Flügelstürmer der Liga war.
Im Sommer 2013 wechselte Griffith schließlich ins Profilager, nachdem er im April 2013 von den Boston Bruins aus der National Hockey League unter Vertrag genommen worden war. Diese hatten ihn im NHL Entry Draft 2012 in der fünften Runde an 131. Position ausgewählt. Mit Beginn der Spielzeit 2013/14 setzten sie den Kanadier die gesamte Saison bei ihrem Farmteam, den Providence Bruins, in der American Hockey League ein. Das gute erste Profijahr mit 50 Punkten in 69 Partien verhalf ihm in der Saison 2014/15 zu seinem NHL-Debüt im Trikot der Boston Bruins. Insgesamt bestritt er 30 Spiele für Boston und kam darüber hinaus 39-mal in Providence zum Einsatz. Im Spieljahr 2015/16 fand er sich dann – mit Ausnahme von vier NHL-Spielen – wieder komplett in der AHL wieder. Dort beendete er die Saison als zweitbester Scorer und bester Torvorbereiter der Liga, was ihm die Berufung ins First All-Star Team einbrachte.
Obwohl die Bruins seinen auslaufenden Vertrag im Mai 2016 vorzeitig verlängert hatten, wollten sie ihn kurz vor Beginn der Saison 2016/17 erneut in die American Hockey League schicken. Dafür musste er allerdings 24 Stunden auf der Waiver-Liste verbringen, von wo ihn die Toronto Maple Leafs auswählten und somit den Einjahresvertrag Griffiths übernahmen. In Toronto absolvierte der Angreifer drei NHL-Einsätze, ehe er im November 2016 erneut auf die Waiver-Liste gesetzt und von dort von den Florida Panthers verpflichtet wurde. Griffith verbrachte daraufhin drei Monate im Kader Floridas, kam in 21 Spielen zum Einsatz und bereitete dabei fünf Tore vor, ehe er im Januar 2017 zum dritten Mal im Saisonverlauf auf dem Waiver landete. Von dort kehrte er nach Toronto zurück und wurde zum AHL-Farmteam Toronto Marlies abgestellt.
Nach der Spielzeit 2016/17 erhielt der Angreifer keinen weiteren Vertrag in Toronto, sodass er sich im Juli 2017 als Free Agent den Buffalo Sabres anschloss. In gleicher Weise wechselte er im Juli 2018 zu den Winnipeg Jets sowie im Oktober 2020 zu den Edmonton Oilers.

### International
Griffith vertrat sein Heimatland bei der U18-Junioren-Weltmeisterschaft 2011 in Deutschland. Dabei belegte er mit dem Team den vierten Rang. Er selbst blieb in sieben Turnierspielen punktlos und erhielt sechs Strafminuten.

## Erfolge und Auszeichnungen
| - 2010 GOJHL Rookie of the Year - 2010 GOJHL First All-Star Team - 2010 GOJHL Rookie All-Star Team - 2012 J.-Ross-Robertson-Cup-Gewinn mit den London Knights - 2012 OHL Second All-Star Team - 2013 J.-Ross-Robertson-Cup-Gewinn mit den London Knights - 2013 Jim Mahon Memorial Trophy | - 2013 OHL First All-Star Team - 2015 AHL-Spieler des Monats Dezember - 2016 Teilnahme am AHL All-Star Classic - 2016 AHL First All-Star Team - 2022 AHL Second All-Star Team - 2023 Teilnahme am AHL All-Star Classic - 2025 AHL Second All-Star Team |

## Karrierestatistik
Stand: Ende der Saison 2023/24

### International
Vertrat Kanada bei:
- U18-Junioren-Weltmeisterschaft 2011

(Legende zur Spielerstatistik: Sp oder GP = absolvierte Spiele; T oder G = erzielte Tore; V oder A = erzielte Assists; Pkt oder Pts = erzielte Scorerpunkte; SM oder PIM = erhaltene Strafminuten; +/− = Plus/Minus-Bilanz; PP = erzielte Überzahltore; SH = erzielte Unterzahltore; GW = erzielte Siegtore; 1 Play-downs/Relegation; Kursiv: Statistik nicht vollständig)